# 13405 Dorisbillings
13405 Dorisbillings (1999 ST1) là một tiểu hành tinh vành đai chính được phát hiện ngày 21 tháng 9 năm 1999 bởi G. W. Billings ở Calgary.